# Sing-in
Een sing-in (ook wel - ten onrechte - sing-inn genoemd) is een bijeenkomst met het doel God eer te brengen door middel van liederen, Bijbellezen en gebed. Zoals de naam al doet vermoeden, ligt de nadruk op het zingen. Andere namen die hiervoor in omloop zijn, zijn Praise&Prayer, gebedsconcert en zelfs zingkring. 
Wat voor soort liederen er gezongen wordt, is afhankelijk van de achtergrond van de personen die de sing-in organiseren en het publiek dat erop afkomt. Meestal zullen het echter niet alléén psalmen zijn, ongeacht de achtergrond van de bezoekers.
Bij een sing-in is het niet ongebruikelijk dat er muziekinstrumenten aanwezig zijn om het zingen te begeleiden en om te voorkomen dat er enige valsheid in het gezang ontstaat. Wat voor instrumenten dit zijn, hangt wederom af van de achtergrond van de aanwezigen. Toch kunnen we wel stellen dat er vrijwel altijd minstens één gitaar aanwezig is. Afhankelijk van het aantal aanwezigen en hun muzikaliteit en bereidwilligheid kan deze ene gitaar aangevuld worden met meerdere snaarinstrumenten, toetsinstrumenten, fluiten of zelfs slagwerk, al is dit laatste in sommige kringen uit den boze. 
Een sing-in is een interactief gebeuren: het is niet de bedoeling dat er een soort optreden verzorgd wordt, maar dat iedereen meezingt en meedoet. Vaak is er ook de gelegenheid om zelf liederen aan te dragen.